# Sos Nurattolos

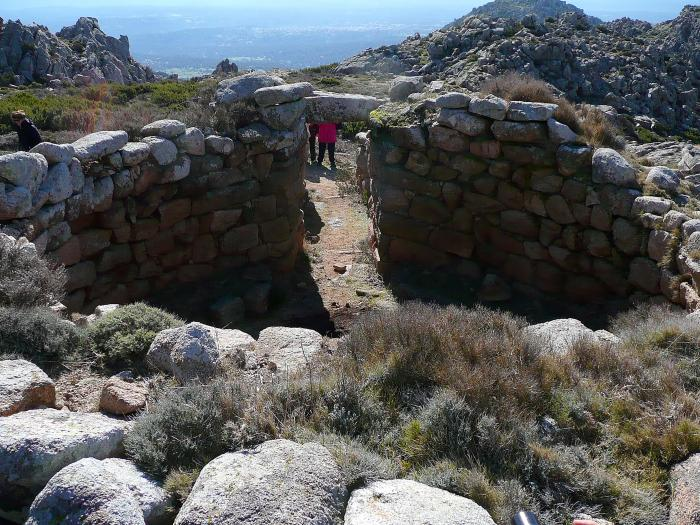
Nuraghe Sos Nurattolos

Sos Nurattolos ist ein nuraghisches Heiligtum. Es liegt in der Einöde der Montacuto in der Provinz Sassari auf Sardinien und besteht aus der Nuraghe dem Brunnenheiligtum, einem kleinen sardischen Megarontempel und drei steinernen Rundhüttenresten, die aus der Zeit zwischen 1600 und 900 v. Chr. stammen.
Vom Hirtendorf Alà dei Sardi, (nördlich von Buddusò) das 600 m hoch auf dem Altopiano (Hochebene) liegt, führt eine Staubstraße nach Sos Nurattolos. Durch ein Waldgebiet erreicht man den Höhenzug mit der Bergspitze Punta Senalonga in 1077 m Höhe, zu deren Füßen sich das Heiligtum befindet.
In einem unregelmäßig runden Temenos, von 11,3 × 10 m aus großen polygonalen Blöcken errichtet, liegt die Heilige Quelle (italienisch Pozzo sacro) mit Granitquadern gefasst. Sie wird durch ihre rechteckige Fassade mit einem 5,0 m langen und 2,6 m breiten Gang charakterisiert. Der zentrale Raum, den man vom Gang aus durch einen mittigen Eintritt mit Architrav erreicht, ist mit seitlichen Bänken ausgestattet. Innerhalb der Umfassung, aber mit seitlichem Zugang liegt die Quelle über der noch die intakte Tholos steht. Im Hof befinden sich weitere Rundhütten wahrscheinlich für kultische Zwecke.
Nicht weit entfernt liegt eine aus kleinformatigen Steinen errichtete, große Rundhütte mit einem Innendurchmesser von 8,4 m bei einer Wanddicke von 1,4 m.
Etwas höher gelegen ist der rechteckige Megarontempel, ein doppelter Astylos, da er sowohl der Fassade als auch an der Rückfront mit Anten versehen ist die noch heute eine bemerkenswerte Höhe haben. Der kleine Tempel wird von einem elliptischen Gehege umgeben.
In der Nähe liegen:
- die Nuraghe Loelle
- die Nuraghe und die Domus de Janas von Iselle
- die Domus de Janas von Ludurru
- der Dolmen di Monte Maone,
- die Dolmen von Buddusò; Su Laccu und Sos Monimentos
- der 2,7 m hohe Menhir aus Basalt und der Dolmen Pedra de Lughia Rajosa (Stein der Hexe), die auf Sardinien Lughia Rajosa heißt.

## Weblink
- Beschreibung ital. + Bilder

Koordinaten: 40° 35′ 12,1″ N, 9° 24′ 59″ O